# Fire Power (videogioco)
Fire Power, anche scritto Firepower su schermo, è un videogioco di combattimento tra carri armati pubblicato nel 1987 per Amiga e poi convertito per Commodore 64, DOS e Apple IIGS.
Lo stesso sviluppatore Silent Software realizzò un seguito, Return Fire (1995), e il successivo Return Fire 2 (1998).

## Modalità di gioco
Il gioco consiste in una battaglia tra due mezzi corazzati, ciascuno supportato da una propria grande base, composta da edifici, strade, muri e armamenti. L'obiettivo primario è rubare la bandiera dal campo avversario e portarla al proprio.
La visuale sull'area di gioco, molto più vasta dello schermo, è dall'alto, con scorrimento in tutte le direzioni.
Si possono affrontare battaglie singole contro il computer o sfide tra due giocatori; queste ultime possono avvenire sullo stesso computer oppure in remoto via modem (non disponibile nella versione Commodore 64). Nel caso di multigiocatore in locale lo schermo è diviso in due verticalmente (orizzontalmente su Commodore 64) e ogni metà è dedicata alla visuale di un giocatore; su Apple IIGS questa divisione è presente anche in giocatore singolo, con una metà non utilizzata.
Il carro armato di ciascun giocatore può essere di tre modelli con caratteristiche diverse, selezionabili a inizio partita. 
Il veicolo si può muovere nelle otto direzioni, anche in retromarcia, con carburante limitato, e può sparare con il cannone in avanti. Nella modalità a due giocatori si possono piazzare delle mine, trasportate in quantità limitata.
Ogni carro armato ha una certa quantità di punti ferita, e quando viene distrutto si ricomincia con uno nuovo dalla propria base. In giocatore singolo si hanno vite limitate, mentre in multigiocatore si continua a oltranza fino alla cattura di una bandiera.
Si può entrare dentro alcuni degli edifici che compongono le basi dei due contendenti per ottenere rifornimenti, e in uno di essi è conservata la bandiera. Le altre forze che difendono le basi, torrette di cannone ed elicotteri, sparano in automatico contro il nemico. Gli armamenti e gran parte delle strutture nemiche possono essere distrutte dai giocatori.
Ci sono anche soldati di fanteria; quelli nemici si possono schiacciare sotto i cingoli, mentre i propri soldati prigionieri si possono raccogliere e con un certo numero di prigionieri salvati e riportati al proprio ospedale si vince una vita.